# ماتيو سونسين
ماتيو سونسين هو لاعب كرة قدم إيطالي في مركز حراسة المرمى، ولد في 28 مارس 2001 في أدريا في إيطاليا.

## وصلات خارجية
- ماتيو سونسين على موقع قاعدة بيانات كرة القدم.إي يو (الإنجليزية)
- ماتيو سونسين على موقع Soccerway.com (الإنجليزية)
- ماتيو سونسين على موقع عالم كرة القدم.نت (الإنجليزية)